# Neferkare V
Neferkare V, conegut també com a Neferkare Tereru, fou un faraó de la dinastia VII de l'antic Egipte, esmentat al catutx 49 a la llista d'Abidos. Neferkare Tereru està absent de la cànon  reial de Torí, ja que una gran llacuna en aquest document afecta la majoria dels reis de la 7a/8a dinastia.
El nom Neferkare, volia dir "Bonica és l'ànima de Ra", mentre que Tereru o Tererl era el seu nom de naixement i vol dir "el que és respectat".
No s'ha trobat cap document o edifici contemporani amb el seu nom.